# نیسان کاروان
نیسان کاروان (Nissan Caravan) خودرویی است که از سال ۱۹۷۳ تا کنون در استان کاناگاوا، ژاپن و فیلیپین تولید شده‌است.
طراحی آن خودروهای موتور جلو-محور عقب بوده است.

## نگارخانه

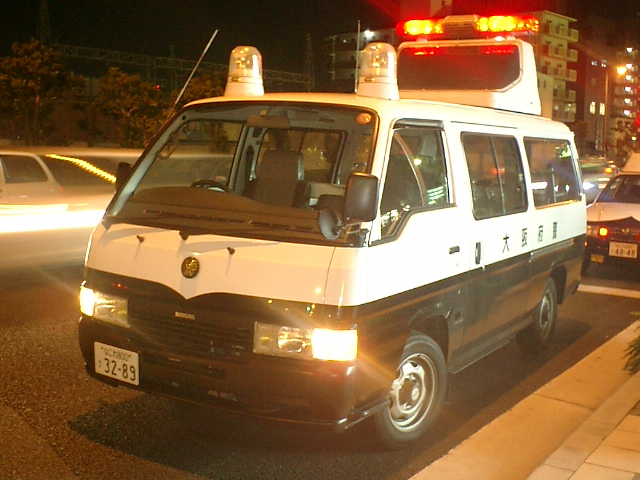
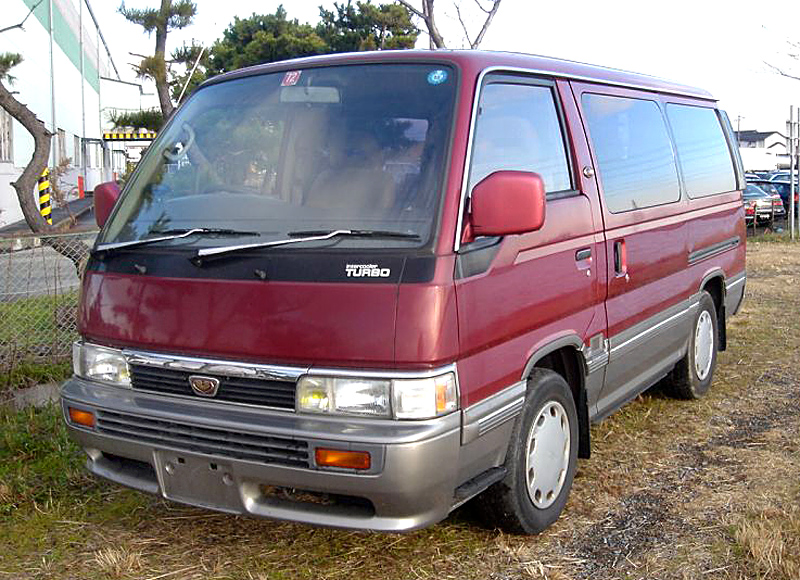